# الزهيري
قرية الزهيرى هي إحدى القرى التابعة لمركز بنى عبيد في محافظة الدقهلية في جمهورية مصر العربية. حسب إحصاءات سنة 2006، بلغ إجمالي السكان في الزهيرى 2189 نسمة، منهم 1139 رجل و1050 امرأة.